# Stanley L. Paulson
Stanley L. Paulson (* 16. Mai 1941 in Fergus Falls) ist ein US-amerikanischer Rechtswissenschaftler, Philosoph und Hochschullehrer.

## Leben
Paulson erlangte 1964 an der University of Minnesota einen Bachelor of Arts in Philosophie. Bereits dort lernte er seine Ehefrau Bonnie Litschewski kennen, die er 1965 heiratete. Sein Philosophiestudium setzte er an der University of Wisconsin-Madison fort, an der er 1966 den Grad eines Master of Arts erlangte und 1968 zum Ph.D. promoviert wurde. Er wechselte an die Harvard University, an der er 1972 als Juris Doctor abschloss. Anschließend begann er am Goethe-Institut die deutsche Sprache zu erlernen.
Paulson wirkte 1968/1969 als Dozent der Philosophie an der University of Wisconsin-Madison. 1972 kam er an die Washington University in St. Louis. Dort war er 1972/1973 Lecturer, von 1974 bis 1978 Assistant Professor, von 1978 bis 1986 Associate Professor und von 1986 bis 2011 Professor der Philosophie. Ab 1983 wirkte er außerdem als Rechtslehrer, zunächst bis 1986 als Associat Professor, dann ab 1986 als Professor. Von 2000 bis 2011 war er William Gardiner Hammond Professor of Law an der Universität. Danach kam Paulson an die Universität Kiel, an der er zeitweise Mercator-Gastprofessor war und unter anderem mit Robert Alexy zusammenarbeitet. Auch war er dort Fellow am Kieler Hermann Kantorowicz-Institut. Seit 2019 ist er Senior Research Fellow an der Kelsen-Forschungsstelle der Universität Kiel.
Paulson erhielt mehrere Ehrungen, so 2001 den Humboldt-Forschungspreis und 2004 Ehrendoktorwürden der Universitäten von Kiel und Uppsala. Gefördert wurde er unter anderem durch die Fulbright-Kommission, die Alexander-von-Humboldt-Stiftung, die Rockefeller-Stiftung und die Max-Planck-Gesellschaft.
Paulsons Werk ist von der Auseinandersetzung mit Hans Kelsen geprägt. Auch beschäftigte er sich mit weiteren deutschsprachigen Rechtswissenschaftlern wie Georg Jellinek, Hugo Preuß, Hermann Kantorowicz, Erich Kaufmann, Carl Schmitt, Adolf Merkl, Robert Alexy und Gustav Radbruch.

## Werke (Auswahl)
- Hans Kelsen: Introduction to the problems of legal theory. A translation of the first edition of the Reine Rechtslehre or Pure theory of law Übersetzt von Bonnie Litschewski Paulson and Stanley L. Paulson. Mit einer Einführung von Stanley L. Paulson. Oxford University Press, New York 1992, ISBN 0-19-825568-3.
- (Hrsg.): Normativity and norms: critical perspectives on Kelsenian themes, Clarendon Press, Oxford 1998, ISBN 0-19-876315-8.
- mit Martin Schulte (Hrsg.): Georg Jellinek: Beiträge zu Leben und Werk, Mohr Siebeck, Tübingen 2000, ISBN 978-3-16-147377-7.
- Gustav Radbruch: Rechtsphilosophie. Nachdruck der dritten Auflage 1932, herausgegeben mit ergänzenden Aufsätzen und einer Einführung von Ralf Dreier und Stanley L. Paulson. 2. Auflage. Müller, Heidelberg 2003, ISBN 3-8252-2043-5.
- mit Michael Stolleis (Hrsg.): Hans Kelsen: Staatsrechtslehrer und Rechtstheoretiker des 20. Jahrhunderts, Mohr Siebeck, Tübingen 2005, ISBN 978-3-16-148619-7.
- mit Martin Borowski (Hrsg.): Die Natur des Rechts bei Gustav Radbruch, Mohr Siebeck, Tübingen 2015, ISBN 978-3-16-153451-5.
- mit Júlio Aguiar de Oliveira und Alexandre Travessoni Gomes Trivisonno (Hrsg.): Alexy's Theory of Law, Steiner, Stuttgart 2015, ISBN 978-3-515-11093-8.
- mit Martin Borowski und Jan-Reinard Sieckmann: Rechtsphilosophie und Grundrechtstheorie: Robert Alexys System, Mohr Siebeck, Tübingen 2017, ISBN 978-3-16-155626-5.
- Ulfrid Neumann: Rechtsphilosophie im Spiegel der Zeit: Beiträge zum Rechtsdenken Gustav Radbruchs (1878–1949). Herausgegeben und eingeleitet von Stanley L. Paulson, Mohr Siebeck, Tübingen 2021, ISBN 978-3-16-160158-3.